# Sphyraena lucasana
Sphyraena lucasana es un pez de la familia de los esfirénidos en el orden de los perciformes.

## Morfología
Pueden alcanzar los 70 cm de largo total.

## Distribución geográfica
Se encuentran en las costas del Golfo de California.